# Legat
|  | Per a altres significats, vegeu «Legat (Antiga Roma)». |

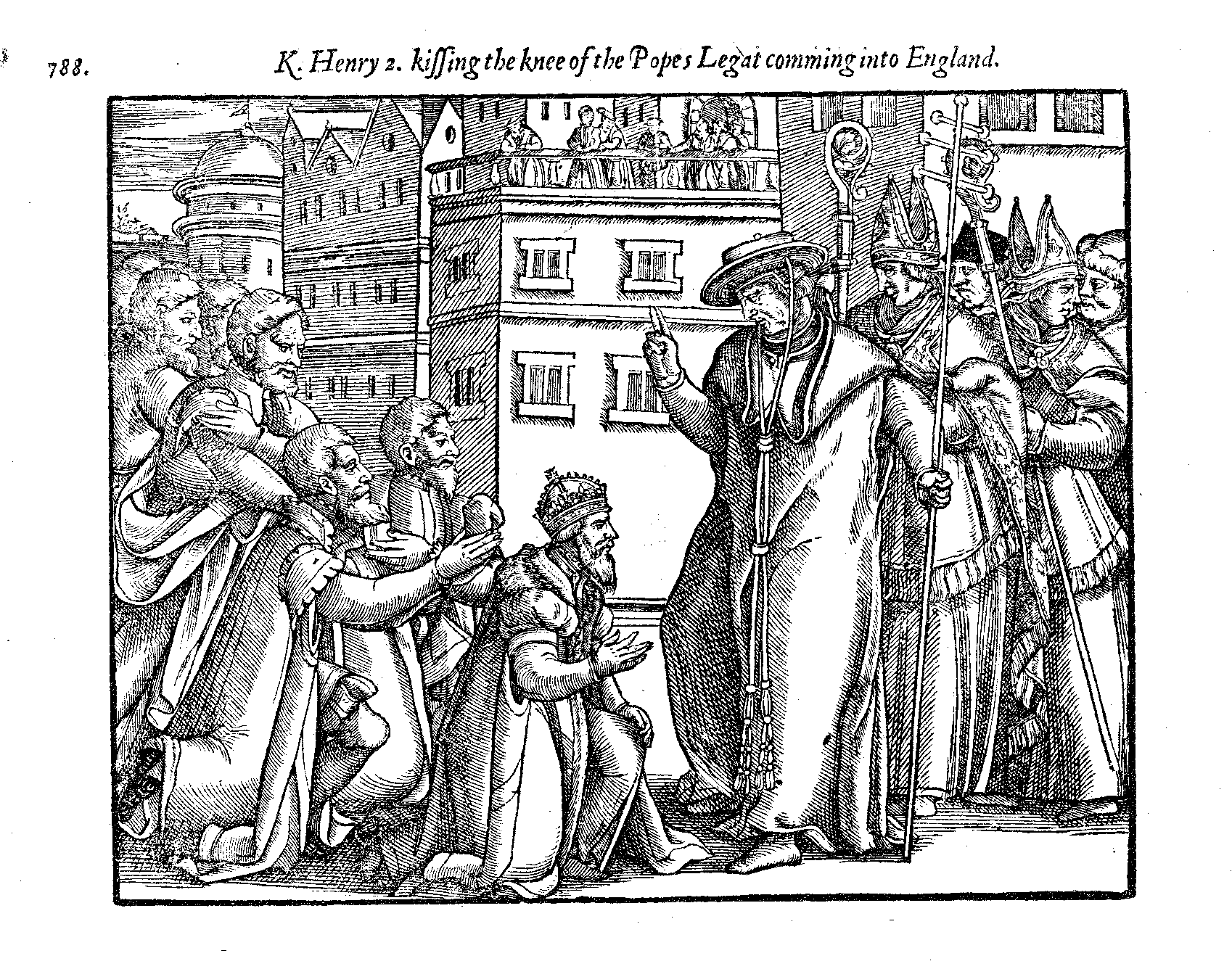
Xilografia mostrant Enric II d'Anglaterra saludant un legat papal

Un legat (del títol de l'antiga Roma legatus) és un representant personal del papa a nacions estrangeres, o una part de l'Església catòlica. És l'encarregat d'atendre personalment en assumptes de la fe catòlica i per a l'establiment d'afers eclesiàstics. El terme legació és aplicat tant al mandat del legat com al territori al que se l'adscrivia (com un estat, o una província eclesiàstica).
El legat és determinat directament pel papa de Roma, cap de l'Església catòlica i històricament cap dels estats Pontificis). Per això un legat normalment és enviat a un govern, un sobirà o a un gran cos de creients (com una església nacional) o per assumir un important esforç religiós, com un concili ecumènic, una croada a Terra Santa, o fins i tot contra una heretgia com els càtars.

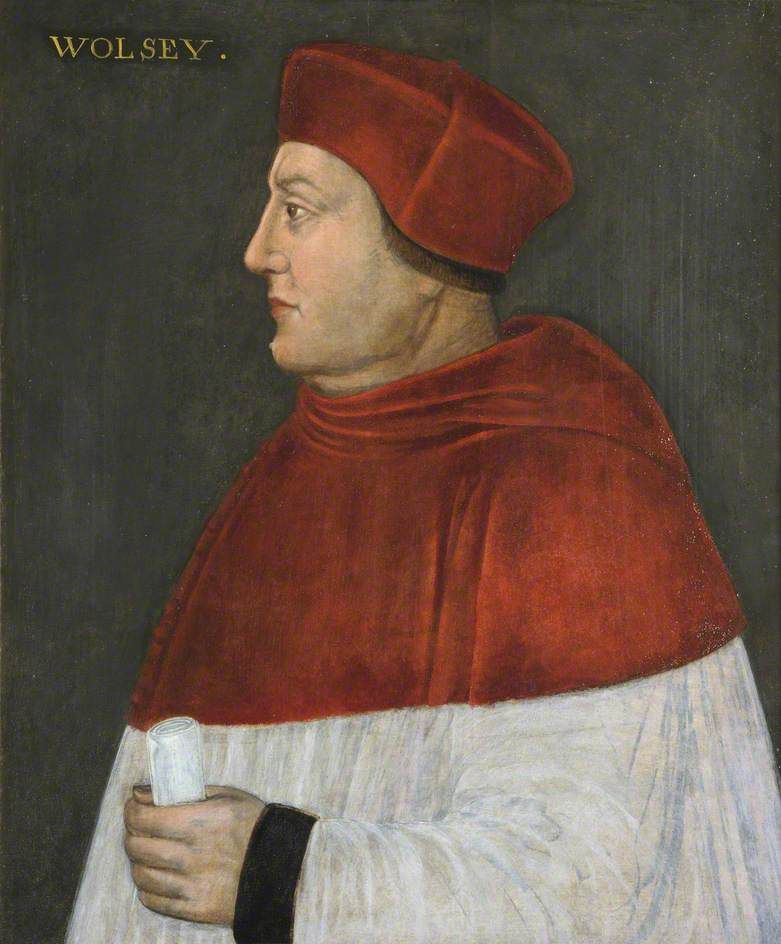
Retrat del Cardenal Thomas Wolsey, legat papal a Anglaterra durant el regnat d'Enric VIII

Durant la plena edat mitjana, els legats papals sovint eren usats per a enfortir els vincles entre Roma i a bona part de la cristiandat els legats eren diplomàtics especialitzats que no eren oriunds del país on eren enviats. Guala Bicchieri serví de legat a Anglaterra a principis del segle xiii i va jugar un important paper tant el govern civil i clerical anglès. A les darreries de l'edat mitjana havia esdevingut habitual nomenar clergues oriünds del país com a legats, com el Cardenal Wolsey que actuà de legat a la cort d'Enric VIII d'Anglaterra. La raó per aquest canvi en la política podria ser atribuïda a un canvi d'actitud envers la Reforma; per aquest punt, els homes estrangers que representen el papat seria més probablement per reforçar dissentiment que portar la cristiandat més proper junt.
Els legats sovint convocaven consells legatins, que tractaven sobre el govern de l'església i altres afers eclesiàstics. Segons el papa Gregori VII, escrivint en el Dictatus papae, un legat "presideix sobre tots els bisbes en un consell, fins i tot si és inferior dins posició, i pugui pronunciar frase de deposició en contra els". Durant l'edat mitjana, un consell legatí era l'habitual significa que un legat papal imposava les seves directrius.

## Posicions diplomàtiques
Hi ha diverses posicions dels legats en la diplomàcia, alguns dels quals ja no s'empren.

### Nunci apostòlic

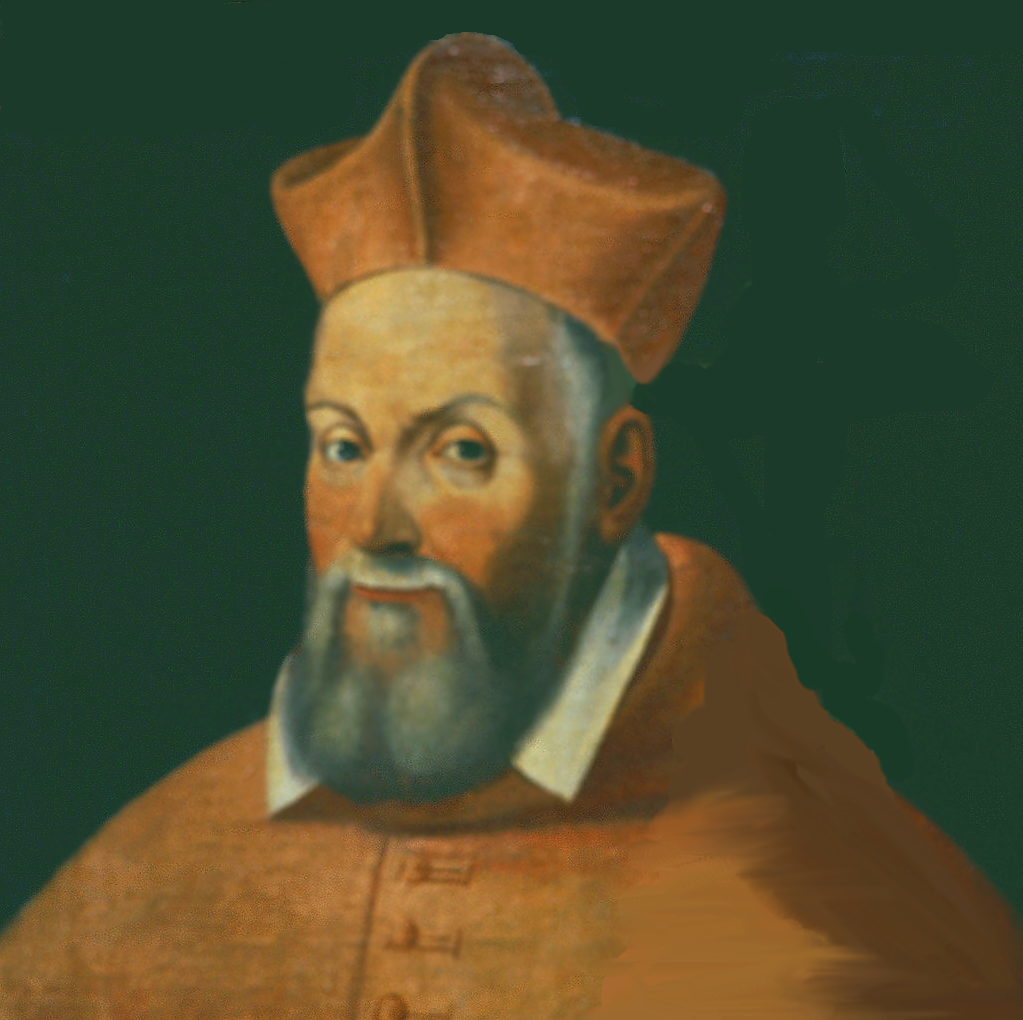
Cardenal Giovanni Francesco Commendone, algun cop nunci papal a Urbino, Ferrara, Venècia, Parma, i Anglaterra.

La forma més comuna de legat avui és el nunci apostòlic, la tasca de la qual és per enfortir relacions entre la Santa Seu i l'Església catòlica en un determinat país i alhora actuant com el representant diplomàtic de la Santa Seu al govern d'aquell país. Un nunci apostòlic és generalment equivalent a la posició d'ambaixador extraordinari i plenipotenciari, tot i que als països catòlics el nunci sovint ostenta una posició per damunt dels d'ambaixadors en el protocol diplomàtic. El nunci desenvolupa les mateixes funcions que un ambaixador i té els mateixos privilegis diplomàtics. D'acord amb la Convenció de Viena sobre relacions diplomàtiques (1961) ratificat per la Santa Seu, un nunci és un ambaixador com el de qualsevol altre país. La Convenció de Viena permet a cada estat amfitrió concedir el privilegi de precedència al nunci per davant d'altres ambaixadors, i pot concedir el deganat del cos diplomàtic d'aquell país.

### Delegat apostòlic
En països amb els que la Santa Seu no manté relacions diplomàtiques, pot rebre un delegat apostòlic per a fer d'enllaç amb l'Església catòlica d'aquell país, encara que sense acreditació diplomàtica pel govern d'aquell país.

## Tipus
Legatus a latereAquesta investidura excepcional és la més alta posició, literalment "del costat (del papa)", p.ex. "íntimament") és usualment atorgada a un sacerdot de rang cardenalici. És una. El legat a latere és l'alter ego del Papa, i com a tal, posseeix plens poders plenipotenciaris.
Legatus natusLiteralment "legat nat", p. ex. no nomenat individualment però ex officio, és a dir un bisbe que sosté aquesta posició com a privilegi de la Santa Seu, p. ex. arquebisbes de Canterbury (abans de la reforma anglicana), Praga, Esztergom, Udine, Salzburg, Gniesen i Colònia. El legatus natus actuaria com el representant del papa en la seva província, amb un legatus a latere el ser únic va enviar circumstàncies extraordinàries. Tot i que limitat en la seva jurisdicció comparada a legati a latere, un legatus natus no va està subordinat a aquests.
Legatus missus
Literalment "legat enviat", posseint va limitar poders pel propòsit de completar una missió específica. Aquesta comissió és normalment enfocat dins abast i de duració curta.

## Legats governatius
Algunes províncies administratives (poder temporal) dels Estats Pontificis dins (majoritàriament central) Itàlia va ser governada per un legat papal. Aquest és el cas de Benevent, a Pontecorvo (de Campagna e Marittima/ de Frosinone) i a Viterbo. En quatre casos, incloent Bolonya, aquest càrrec era atorgat exclusivament a cardenals; el càrrec de Velletri va ser creat per Bartolomeo Pacca. El títol podria ser canviat a delegat apostòlic, com passà a Frosinone (a Pontecorvo) el 1827.